# Francisco José Ayala Pereda
Francisco José Ayala Pereda   (Madrid, 12 de març de 1934 - Newport Beach, 5 de març de 2023) fou un biòleg espanyol, nacionalitzat nord-americà, exfrare dominic, especialista en evolució. Deixeble de Theodosius Dobzhansky, va representar a la segona generació en la llista dels representants més il·lustres del neodarwinisme.

## Biografia
Francisco José Ayala (no emparentat amb l'escriptor granadí Francisco Ayala) va néixer a Madrid el 1934. Va estudiar a Salamanca i es va ordenar sacerdot dominic el 1960; Es va desplaçar als Estats Units el 1961. Allí es va doctorar a la Universitat de Colúmbia (1964) i després va passar a la Universitat Rockefeller i, el 1971, a la Universitat de Califòrnia a Davis, el mateix any en què es va nacionalitzar nord-americà. El 1987 va passar a la Universitat de Califòrnia en Irvine, on investigà i impartí classes de biologia, i en la qual era l'únic que posseïa el títol de «University Professor», el més alt atorgat per aquesta universitat. El 1985 va contraure matrimoni amb l'ecologista Dra. Hana Ayala (de soltera Lostakova).
Fou un dels més prestigiosos científics espanyols, especialitzat en biologia evolutiva. Era conegut pels seus estudis sobre el rellotge molecular (tècnica d'estimació del lapse entre esdeveniments evolutius) així com, sobretot, per les seves recerques sobre la reproducció del Trypanosoma cruzi, agent de la malaltia de Chagas, una malaltia endèmica de Sud-amèrica que afecta a entre 16 i 18 milions de persones i sobre l'evolució del Plasmodium, agent de la malària, que afecta cada any a més de 400 milions de persones i mata a més d'un milió, principalment nens. També ha estudiat altres temes relacionats amb la genètica i sobre filosofia, bioètica i la relació ciència-religió.
Fou membre de l'Acadèmia de Ciències dels EUA, de l'Acadèmia Americana d'Arts i Ciències i de l'American Philosophical Society. Va ser assessor científic del president Bill Clinton i president de l'Associació Nord-americana per a l'Avanç de la Ciència, que edita la revista Science. Era doctor honoris causa d'una vintena d'universitats de deu països diferents i membre de nombroses acadèmies de ciències, entre elles l'Autònoma de Barcelona, la de les Illes Balears i la de València.
Publicà més de 40 llibres. En Darwin i el disseny intel·ligent (2007) afirma que l'evolucionisme i el catolicisme són compatibles, però no el creacionisme, que faria de Déu el primer i major avortista, ja que l'evolucionisme explica el problema del mal al món com a imperfecció a la recerca de perfecció, mentre que el creacionisme parteix del principi oposat, de la idea que l'ésser humà ja és perfecte per si mateix i dissenyat pel Creador.
Ha escrit més de 1.000 articles científics. Posseí la Medalla Nacional de la Ciència dels EUA i va rebre nombrosos premis de països diferents, incloent-hi el Premi Templeton, dotat d'un milió de lliures esterlines, que li va ser lliurat al Palau de Buckingham el 5 de maig de 2010 pel príncep Felip d'Edimburg.
Ayala també fou viticultor i era propietari a Califòrnia de grans extensions de vinyes, el raïm de les quals ven a les diverses denominacions d'origen de l'estat. El 18 d'octubre de 2011 va anunciar que donaria 10 milions de dòlars dels seus beneficis com viticultor a l'escola mèdica de la Universitat de Califòrnia a Irvine, a raó d'un milió de dòlars a l'any durant una dècada. Abans ja havia donat a la universitat l'import del Premi Templeton.
El 29 de juny de 2018 es va anunciar la pèrdua de tots els seus càrrecs i reconeixements a la Universitat de Califòrnia a Irvine (UCI) per les acusacions d'assetjament sexual realitzades per quatre dones, després d'una investigació interna iniciada al novembre de 2017 sobre "una sèrie de denúncies" d'assetjament sexual contra ell que es va completar després d'entrevistar més de 60 testimonis de la institució, a més de les denunciants. L'UCI va decidir retirar el seu nom de la Facultat de Ciències Biològiques, que es denominava així en honor del científic espanyol, i de la Biblioteca Central de Ciències. Ayala argumenta que «eren bones maneres d'un cavaller europeu —saludar calorosament les col·legues, amb un petó en ambdues galtes, felicitar-les per la seva bellesa—».

## Edicions en espanyol
- Ayala, Francisco J.. ¿De dónde vengo? ¿Quién soy? ¿A dónde voy?.  Alianza Editorial, 2015. ISBN 978-84-206-9905-9.
- Cela Conde, Camilo José; Ayala, Francisco J.. Evolución humana. El camino hacia nuestra especie.  Alianza Editorial, 2013. ISBN 978-84-206-7848-1.
- Barahona, Ana; Ayala, Francisco J.. El siglo de los genes. Patrones de explicación en genética.  Alianza Editorial, 2009. ISBN 978-84-206-4882-8.
- Ayala, Francisco J.. Darwin y el diseño inteligente: creacionismo, cristianismo y evolución.  Alianza Editorial, 2007. ISBN 978-84-206-4822-4.
- Cela Conde, Camilo José; Ayala, Francisco J.. La piedra que se volvió palabra: las claves evolutivas de la humanidad.  Alianza Editorial, 2006. ISBN 978-84-206-4783-8.
- Ayala, Francisco J.. La evolución de un evolucionista: escritos seleccionados.  Universidad de Valencia. Servicio de Publicaciones, 2006. ISBN 978-84-370-6526-7.
- Barahona, Ana; Pinar, Susana; Ayala, Francisco J.. La genética en México. Institucionalización de una disciplina.  Universidad Nacional Autónoma de México, 2003. ISBN 968-36-7748-7.
- Grisolía, Santiago; Puigdomènech, Pere; Ayala, Francisco J.. Genética.  Nuevas Ediciones de Bolsillo, 2003. ISBN 978-84-9759-560-5.
- Puigdomènech, Pere; Grisolía, Santiago; Ayala, Francisco J.. Genética.  Círculo de Lectores, 2002. ISBN 978-84-226-9669-8.
- Ruiz, Rosaura; Ayala, Francisco J.. De Darwin al DNA y el origen de la humanidad: la evolución y sus polémicas.  Fondo de Cultura Económica, 2002. ISBN 968-16-6403-5.
- Cela Conde, Camilo José; Ayala, Francisco J.. Senderos de la evolución humana.  Alianza Editorial, 2001. ISBN 978-84-206-6782-9.
- Ayala, Francisco J.. Teoría de la evolución.  Ediciones Tanto por Saber, 1999. ISBN 978-84-7880-975-2.
- Ruiz, Rosaura; Ayala, Francisco J.. El método en las ciencias. Epistemología y darwinismo.  Fondo de Cultura Económica, 1998. ISBN 968-16-5575-3.
- Ayala, Francisco J.. La teoría de la evolución: de Darwin a los últimos avances de genética.  Ediciones Temas de Hoy, 1997. ISBN 978-84-7880-857-1.
- Ayala, Francisco J.. Origen y evolución del hombre.  Alianza Editorial, 1995. ISBN 978-84-206-2278-1.
- Ayala, Francisco J.. La naturaleza inacabada.  Salvat Editores, 1994. ISBN 978-84-345-8940-7.
- Ayala, Francisco J.. Teoría de la evolución.  Ediciones Temas de Hoy, 1994. ISBN 978-84-7880-457-3.
- Ayala, Francisco J.; Kiger, John A.. Genética moderna.  Ediciones Omega, 1984. ISBN 978-84-282-0720-1.
- Ayala, Francisco J.; Dobzhansky, Theodosius. Estudios sobre la filosofía de la biología.  Editorial Ariel, 1983. ISBN 978-84-344-8008-7.
- Ayala, Francisco J.; Valentine, J. W.. La evolución en acción.  Pearson Alhambra, 1983. ISBN 978-84-205-0981-5.
- Dobzhansky, Th.; Ayala, Francisco J.; Stebbins, G. L. y Valentine, J. W.. Evolución.  Ediciones Omega, 1979. ISBN 978-84-282-0568-9.

## Edicions en anglès
Autor de més de 1000 articles científics i més de 40 llibres, ha abordat la divulgació popular de la Genètica i la Teoria de l'Evolució, escrivint títols com:
- Studies in the Philosophy of Biology (1974)
- Molecular Evolution (1976)
- Evolution (1977)
- Evolving: The Theory and Processes of Organic Evolution (1979)
- Population and Evolutionary Genetics: A Primer (1982)
- Modern Genetics (segunda edición, 1984)
- Tempo and Mode in Evolution (1995)
- Genetics and The Origin of Species (1997)
- Evolutionary and Molecular Biology: Scientific Perspectives on Divine Action (1998)
- Variation and Evolution in Plants and Microorganisms (2000)
- Handbook of Evolution: The Evolution of Living Systems (Including Hominids), v. 2 (2005)
- Systematics and the Origin of Species. On Ernst Mayr’s 100th Anniversary (2005)
- Darwin and Intelligent Design (2006)
- Darwin's Gift to Science and Religion (2007)
- Human Evolution. Trails from the Past (2007)
- In the Light of Evolution Volume I: Adaptation and Complex Design (2007)
- In the Light of Evolution. Volume II: Biodiversity and Extinction (2008)
- In the Light of Evolution. Volume III: Two Centuries of Darwin (2009)
- In the Light of Evolution. Volume IV: The Human Condition (2010)
- Contemporary Debates in Philosophy of Biology (2010)
- Am I a Monkey? Six Big Questions about Evolution (2010)

## Premis i condecoracions
Ayala ha rebut nombrosos premis i condecoracions, entre els quals destaquen:
- 2010 - Premi Templeton[23][24]
- 2010 - Premi Trotter en Informació, Complexitat i Inferència, Texas A&M University, USA
- 2010 - Premi Capio Fundació Jiménez Díaz, Madrid
- 2009 - Premi COSCE per Divulgació Científica, Confederació de Societats Científiques d'Espanya
- 2007 - Premi Internacional de Ciència i Recerca, Fundació Cristóbal Gabarrón, Espanya
- 2007 - Medalla Presidencial, Universitat Mount St. Mary's, Maryland, USA
- 2007 - Premi a la Distinció Científica, Institut Americà de Ciències Biològiques
- 2003 - Medalla d'or, Stazione Zoologica Anton Dohrn (Itàlia)
- 2002 - Premi Mario Bohoslavsky de la ARP-SAPC[25]
- 2001 - U.S. National Medal of Science (Estats Units)
- 2000 - Medalla d'or de l'Acadèmia Nacional de Ciències d'Itàlia (Itàlia)
- 2000 - William Procter Prize for Scientific Achievement de Sigma Xi
- 1998 - Premi al Científic Distingit de SACNAS
- 1995 - Premi del President del American Institute of Biological Sciences
- 1995 - Medalla de la Universitat de Califòrnia a Irvine
- 1995 - Premio Distinció Rioja
- 1994 - Medalla d'Or Honoraria Gregor Mendel, Acadèmia Sueca de les Ciències
- 1993 - Medalla Elisabeth Goldschmidt, Universitat Hebrea, Jerusalem
- 1987 - Premi Llibertat i Responsabilitat Científica, AAAS (Estats units)
- 1985 - Premi Wilhelmine Key, Societat Americana de Genètica
- 1981 - Premi d'Honor, Federació de Societats de Genètica de Iugoslàvia
- 1979 - Medalla de la Universitat de França

Doctorat Honoris causa
- Doctor Honoris causa per les següents Universitats: Atenes (Grècia); Bolonya i Pàdua (Itàlia); Autònoma de Barcelona,[15] Barcelona,[26] Illes Balears, Lleó, Madrid, València, Vigo, Salamanca, País Basc, Pontifícia de Comillas ICAI-ICADE[27] (Espanya); Buenos Aires i La Plata (Argentina); Universitat de Xile; Universitat Masaryk i South Bohèmia (Txèquia); Ohio State University (EUA); Varsòvia (Polònia); Vladivostok (Rússia).

Membre de Societats i Acadèmies
- Membre: Acadèmia Nacional de les Ciències dels EUA, Acadèmia Americana de les Arts i les Ciències, Societat Filosòfica Americana.
- Membre estranger: Acadèmia Russa de les Ciències, Acadèmia de Ciències Naturals de Moscou, Reial Acadèmia de les Ciències d'Espanya, Accademia Nazionale dei Lincei (Roma, Itàlia), Acadèmia Mexicana de les Ciències, Acadèmia Gallega de Farmàcia de Galícia, Acadèmia Malaguenya de Ciències
- President: Sigma Xi, The Scientific Research Society (2003-2006)
- President: American Association for the Advancement of Science (1993-1996)
- President: Societat per a Estudi de l'Evolució (1980)